# Florjan Lipuš

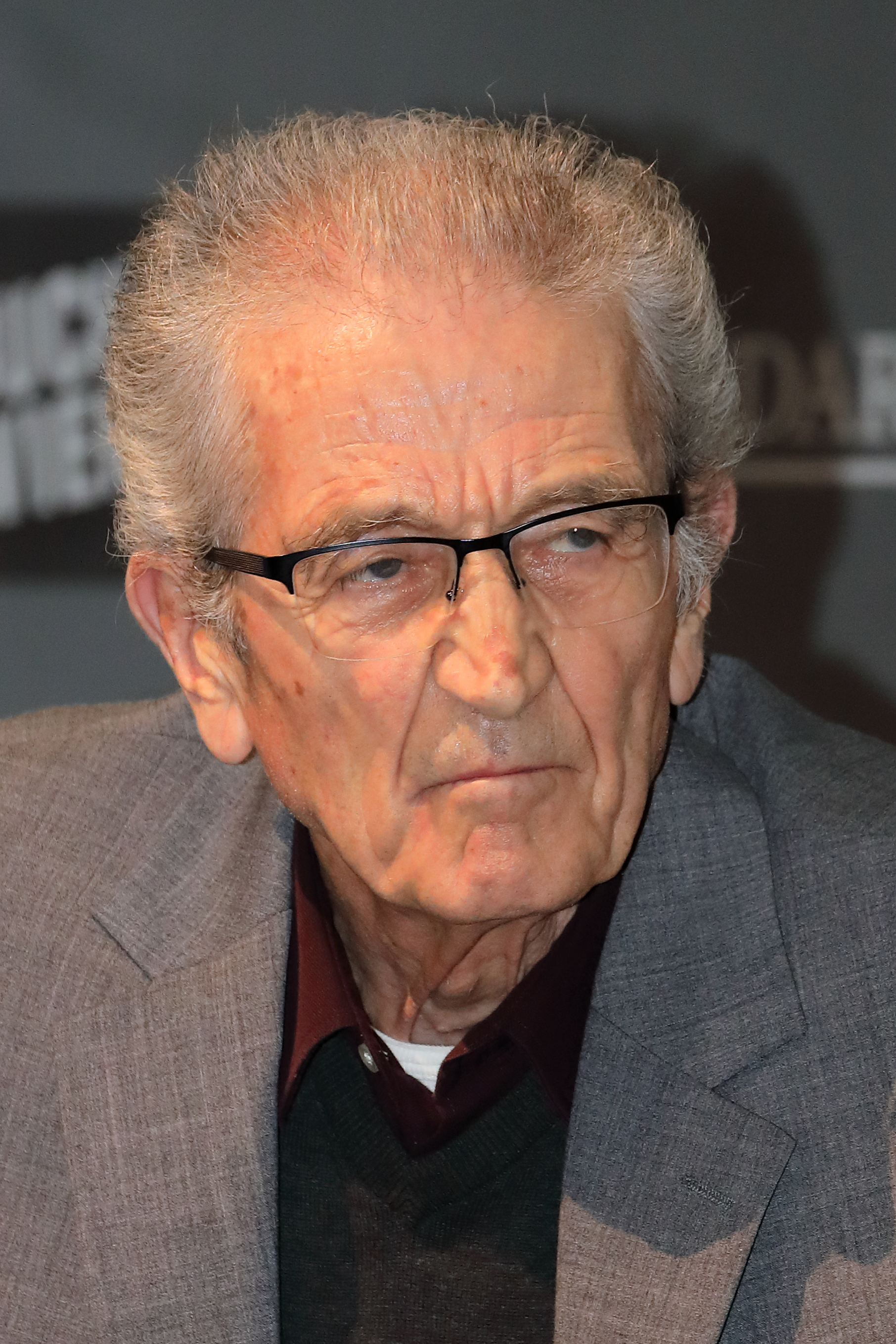
Florjan Lipuš (2018)

Florjan Lipuš (* 4. Mai 1937 in Lobnig bei Bad Eisenkappel, Kärnten) ist ein österreichischer Schriftsteller, der auf Slowenisch publiziert. Er ist Kärntner Slowene.

## Leben
Florjan Lipuš wurde 1937 als Sohn eines Waldarbeiters und einer Tagelöhnerin in Lobnig/Lobnik bei Bad Eisenkappel geboren. Sein Vater hatte während des Zweiten Weltkriegs in der deutschen Wehrmacht zu dienen. Lipuš‘ Mutter wurde 1943, nachdem sie von einer als Partisanen verkleidete Gruppe von Gestapo-Männern überlistet wurde, verhaftet, in das KZ Ravensbrück deportiert und 1945 dort ermordet.
Lipuš wuchs fortan bei Verwandten auf und begann erst mit acht oder neun Jahren seine Schullaufbahn in Leppen/Lepena. Sein Vater heiratete nach seiner Rückkehr aus dem Krieg erneut und die Familie zog erst nach Remschenig/Remšenik und später dann nach Blasnitzen/Plaznica, wo seine Stiefmutter einen Hof erbte. Auf Vermittlung des Eisenkappler Pfarrers Aleš Zechner besuchte Lipuš das Internat für Priesteramtskandidaten in Tanzenberg/Plešivec. Nach der Matura 1958 besuchte Lipuš vier Jahre lang das Priesterseminar in Klagenfurt, brach das Studium jedoch vor Beendigung ab und arbeitete zwei Jahre lang in verschiedenen Berufen, u. a. als Post- und Versicherungsangestellter. Anschließend studierte er Slawistik und Jura in Ljubljana und Graz, bevor er 1966 begann, an der Lehrerbildungsanstalt Klagenfurt einen Abendkurs zu besuchen. Direkt nach dessen Absolvierung bekam er eine Anstellung in der Volksschule Remschenig/Remšenik, vier Jahre später wechselte er dann an die Volksschule Leppen/Lepena. Dort unterrichtete er u. a. die Schriftstellerin Maja Haderlap. 1985 trat er eine Stelle als Direktor der zweisprachigen Volksschule in St. Philippen/Šentlipš an, die er bis zu seiner Pensionierung 1998 innehatte.
Florian Lipuš ist Vater der österreichischen Lyrikerin Cvetka Lipuš, des Musikers Gabriel Lipuš und des Fotografen Marko Lipuš.

## Literarisches Werk
Lipuš begann seine literarische Karriere schon während seiner Zeit in Tanzenberg bei der Internatszeitschrift Kres, wo u. a. auch Gustav Januš, Erich Prunč, Karel Smolle und Valentin Oman mitarbeiteten. 1954 publizierte er dort seinen ersten Text mit dem Titel Mati – mrtva (Mutter – tot), der sein eigenes Familienschicksal behandelt. Ab 1955 war Lipuš Redakteur der Zeitschrift. 1960 gründete er mit Erich Prunč und Karel Smolle die Zeitschrift mladje und blieb bis zur zeitweiligen Einstellung 1981 (dem sog. "schwarzen Heft") ihr Chefredakteur. Mladje markierte den Beginn der ästhetisch motivierten slowenischen Literatur in Kärnten und somit einen Bruch mit der bisherigen literarischen Tradition der Kärntner Slowenen, die im Zeichen religiös motivierter, moralisierender Geschichten stand. Darüber hinaus bot mladje ein bis dato nie dagewesenes Forum zur Diskussion künstlerischer und gesellschaftlicher Themen und beeinflusste die Literatur und Kultur der Kärntner Slowenen nachhaltig.
Lipuš veröffentlichte seine Texte anfangs in mladje (teils unter dem Pseudonym Boro Kostanek), 1964 erschien in Slowenien dann seine erste Buchveröffentlichung, die Kurzgeschichtensammlung Črtice mimogrede ("Skizzen im Vorübergehen"). 1972 veröffentlichte er abermals in Slowenien den Roman Zmote dijaka Tjaža, der zugleich der ersten Roman der Kärntner Slowenen war, dem jedoch vorerst keine größere Beachtung geschenkt wurde. Dies änderte sich schlagartig, als der Roman 1980/1981 von Peter Handke und Helga Mračnikar als Der Zögling Tjaž ins Deutsche übersetzt wurde. Handke rühmte Lipuš' „Wortspielkunst“ sowie „Wucht und Schmerz“ seiner Texte. Die deutsche Übersetzung wurde am 31. März 1981 in Wien im damaligen Museum des 20. Jahrhunderts in Anwesenheit des Autors, der beiden Übersetzer und Bundeskanzler Bruno Kreiskys präsentiert. Die daraus folgende Aufmerksamkeit kam nicht nur Lipuš zugute, sondern leitete laut Fabjan Hafner das "goldene Dezennium" der Kärntner slowenischen Literatur ein, in dem bedeutende Kärntner slowenische Autoren, darunter neben Hafner Janko Ferk, Maja Haderlap, Lipuš' Tochter Cvetka Lipuš und Jani Oswald hervortraten und Literatur, Übersetzer und Verlage breitere Aufmerksamkeit erlangten.
In den folgenden Jahren veröffentlichte Lipuš einige Romane, die zunächst von Fabjan Hafner und ab 1997 von Johann Strutz übersetzt wurden. Letzterer erhielt für seine Lipuš-Übersetzungen 2011 den Österreichischen Staatspreis für Übersetzer und 2018 den Fabjan-Hafner-Preis. 2003 veröffentlichte Lipuš den Roman Boštjanov let und kündigte an, sich fortan von seiner schriftstellerischen Tätigkeit zurückziehen zu wollen. 2005 erschien im Wieser Verlag die deutsche Übersetzung Boštjans Flug, die wiederum 2011 durch Vermittlung Handkes im Suhrkamp Verlag erschien. Im Wieser Verlag erschien 2007 mit der Regenprozession vorerst abgeschlossene Werkausgabe Lipuš’. 2013 widerrief Lipuš sein Vorhaben und veröffentlichte den Kurzroman Poizvedovanje za imenom ("Erkundungen nach dem Namen", dt. Übersetzung 2016 als Nachschrift im Roman Der Zögling Tjaž erschienen). Im Folgenden publizierte er wieder regelmäßig Romane.
Lipuš' literarisches Schaffen steht seit Beginn im Zeichen der Wahrung und des Einsatzes für die slowenische Sprache in Kärnten. In seiner Rede anlässlich der Verleihung des Prešeren-Preises 2004 äußerte er den viel zitierten Satz „Z jezikom smo ali nismo, z jezikom bomo ali ne bomo“ („Durch die Sprache sind wir oder sind wir nicht, durch die Sprache werden wir bestehen oder nicht“). So kritisierte Lipuš in seiner Nachschrift offen die Entscheidung Maja Haderlaps, ihren Roman Der Engel des Vergessens auf Deutsch zu schreiben. Lipuš‘ Stil zeichnet sich durch die Verwendung von Archaismen und Regionalismen aus, durch die er die slowenische Sprache zu bewahren sucht.
Weiterhin äußern seine Werke Kritik an der allgemeinen Geringschätzung und Unterdrückung der Kärntner Slowenen. Auch der Widerstand gegen den Nationalsozialismus und damit verbunden auch seine eigene Familiengeschichte sind wichtige thematische Konstanten in Lipuš' Opus. Seine Werke handeln stets im dörflichen Umfeld und prangern die repressive katholische Geisteshaltung an.
Als in Österreich lebender slowenischer Schriftsteller stieß Lipuš auch mehrmals die Diskussion an, wer überhaupt zur österreichischen bzw. deutschsprachigen Literatur gehören darf. So mussten 2013 die Statuten des Franz-Nabl-Preises geändert werden, um die Verleihung an einen nicht Deutsch schreibenden Autor zu ermöglichen. Aus demselben Grund wurde Lipuš 2016 die Verleihung des Großen Österreichischen Staatspreises für Literatur versagt, 2018 wurde ihm der Preis jedoch schließlich zugesprochen.
Lipuš ist Mitglied des Slowenischen Schriftstellerverbands.

## Werke (Auswahl)
- Skizzen im Vorübergehen (Črtice mimogrede, 1964, Skizzen)
- Der Zögling Tjaž (Zmote dijaka Tjaža, 1972; dt. 1981, Übs. Peter Handke u. Helga Mračnikar; Roman)
- Die Beseitigung meines Dorfes (Odstranitev moje vasi, 1983; dt. 1997, Übs. Fabjan Hafner; Roman)
- Die Verweigerung der Wehmut (Jalov pelin, 1985; dt. Übersetzung 1989, Übs. Fabjan Hafner; Roman)
- Verdächtiger Umgang mit dem Chaos (Stesnitev. Neogibni, a sumljivi opravki z zmedo. 1995; dt. Übersetzung 1997, Übs. Johann Strutz; Roman)
- Herzflecken (Srčne pege, 1991; dt. 1999/2000, Übs. Johann Strutz; Roman)
- Boštjans Flug (Boštjanov let, 2003; dt. 2005, Übs. Johann Strutz; Roman)
- Die Regenprozession und andere Prosa (Prošnji dan, 1987; dt. Wieser Verlag, Klagenfurt 2007, Übs. Johann Strutz; Roman u. Kurzprosa/Skizzen)
- Seelenruhig (Mirne duše), deutsch von Johann Strutz, mit einem Nachwort von Fabjan Hafner. Jung und Jung, Salzburg 2017, ISBN 978-3-99027-099-8.
- Schotter (Gramoz), deutsch von Johann Strutz, Jung und Jung, Salzburg 2019, ISBN 978-3-99027-229-9.

## Auszeichnungen
- 1985 Aufnahme als korrespondierendes Mitglied der Slowenischen Akademie der Wissenschaften und Künste
- 1995 Literaturpreis des Landes Kärnten
- 2004 Prešeren-Preis des Staates Slowenien
- 2005 Österreichischer Würdigungspreis für Literatur
- 2011 Petrarca-Preis, gestiftet von Hubert Burda, gemeinsam mit John Burnside
- 2013 Franz-Nabl-Preis der Stadt Graz
- 2018 Großer Österreichischer Staatspreis
- 2022 Ehrendoktorat der Universität Klagenfurt
- 2022 Großes Goldenes Ehrenzeichen des Landes Kärnten

## Nachweise
1. 1 2 3 4  Pibernik, France (1983): “Florjan Lipuš.” Pibernik, France, ur.: Čas romana. Pogovori s slovenskimi pisatelji. Ljubljana: Cankarjeva založba, 249–282.
2. ↑  Lipuš, Marko (2016): Babica. Auf den Spuren der Grossmutter [übers. v. Bauer, Georg/Ivanović, Eva]. Salzburg: Residenz Verlag. S. 105.
3. 1 2  Florjan Lipuš. In: Društvo slovenskih pisateljev. Abgerufen am 16. Dezember 2022.
4. ↑  Haderlap, Maja (2000): „Florjan Lipuš als Lehrer.“ Amann, Klaus/Strutz, Johann, Hrsg.: Lipuš lesen. Texte und Materialien zu Florjan Lipuš. Klagenfurt, Wien, Ljubljana, Sarajevo: Wieser, 265–268.
5. ↑  Bister, Feliks (2000): „Florjan Lipuš und die Tanzenberger Schülerzeitschrift Kres (Sonnwendfeuer).“ Amann, Klaus/Strutz, Johann, Hrsg.: Lipuš lesen. Texte und Materialien zu Florjan Lipuš. Klagenfurt, Wien, Ljubljana, Sarajevo: Wieser, 225–236.
6. ↑  Bister, Feliks (2000): „mladje: Nicht nur eine Zeitschrift.“ Amann, Klaus/Strutz, Johann, Hrsg.: Lipuš lesen. Texte und Materialien zu Florjan Lipuš. Klagenfurt, Wien, Ljubljana, Sarajevo: Wieser, 245–255.
7. ↑  Amann, Klaus/Strutz, Johann (2000): „Florjan Lipuš. Kleines Porträt mit Hintergrund.“ Amann, Klaus/Strutz, Johann, Hrsg.: Lipuš lesen. Texte und Materialien zu Florjan Lipuš. Klagenfurt, Wien, Ljubljana, Sarajevo: Wieser, 9–28.
8. ↑  Peter Klein: Florjan Lipuš - Verweigerte Wehmut. In: Bücherschau. 3. April 2018, abgerufen am 16. Dezember 2022.
9. ↑  Hafner, Fabjan (2009): Der „exemplarische Epiker“ der Kärntner SlowenInnen: Florjan Lipuš. Mitterer, Nicola/Wintersteiner, Werner (Hrsg.): Und (k)ein Wort Deutsch ... Literaturen der Minderheiten und MigrantInnen in Österreich. (Schriftenreihe Literatur 23). Wien/Innsbruck: Studien-Verlag, S. 133–150.
10. ↑  Borovnik, Silvija (2013): “Lipuševi deli Boštjanov let in Poizvedovanje za imenom kot sklepanje kroga s krepkejšo črto.” Jezik in slovstvo 58/4: 17–26 (16. Dezember 2022).
11. ↑  Universität Klagenfurt verlieh Ehrendoktorate an Florjan Lipuš und Franz Schuh. In: Universität Klagenfurt. 24. Juni 2022, abgerufen am 16. Dezember 2022.
12. ↑  Kohl, Felix Oliver/Köstler, Erwin/Leben, Andreas/Srienc, Dominik (2021): Überregional, mehrsprachig, vernetzt: Die Literatur der Kärntner SlowenInnen im Wandel. Wien: Praesens. S. 73–74.
13. 1 2  Hafner, Fabjan (2016): „Nachwort.“ Hafner, Fabjan, Hrsg.: Der Zögling Tjaž. Roman und Nachschrift. Deutsch von Peter Handke zusammen mit Helga Mračnikar und Johann Strutz. Herausgegeben und mit einem Nachwort von Fabjan Hafner. (Österreichs Eigensinn: Eine Bibliothek). Salzburg, Wien: Jung und Jung, 303–324.
14. ↑  Kohl, Felix Oliver/Köstler, Erwin/Leben, Andreas/Srienc, Dominik (2021): Überregional, mehrsprachig, vernetzt: Die Literatur der Kärntner SlowenInnen im Wandel. Wien: Praesens. S. 152–156.

| Personendaten    | Personendaten              |
| ---------------- | -------------------------- |
| NAME             | Lipuš, Florjan             |
| ALTERNATIVNAMEN  | Kostanek, Boro (Pseudonym) |
| KURZBESCHREIBUNG | österreichischer Autor     |
| GEBURTSDATUM     | 4. Mai 1937                |
| GEBURTSORT       | Lobnig bei Bad Eisenkappel |